# Athena (zespół muzyczny)
Athena – turecki zespół muzyczny grający muzykę ska, rockową, punkową i street punkową, reprezentant Turcji podczas 49. Konkursu Piosenki Eurowizji w 2004 roku. W tym samym roku ich piosenka  „Tam Zamanı Şimdi” została zamieszczona w grze FIFA 06.

## Historia zespołu
Zespół został założony w 1987 roku przez braci-bliźniaków Gökhana i Hakana Özoğuzów. Początkowo formacja grała muzykę heavymetalową, później zaczęła tworzyć numery w stylu ska. W 1994 roku ukazał się ich debiutancki album studyjny, zatytułowany One Last Breath, a cztery lata później – płyta pt. Holigan. 
31 grudnia 1999 roku grupa wystąpiła podczas koncertu sylwestrowego zorganizowanego na Placu Taksim z okazji rozpoczęcia nowego tysiąclecia. W 2000 roku ukazała się ich trzeci album studyjny, zatytułowany Tam zamanı şimdi. Dwa lata później formacja nagrała singiel „12 dev adam”, który został napisany na potrzeby wsparcia drużyny narodowej podczas Mistrzostw Europy w Piłce Siatkowej 2002. W styczniu 2002 roku ukazała się nowa płyta formacji pt. Herşey yolunda. W 2003 roku grupa wzięła udział razem z innymi artystami (m.in. z Ayliną Aslım, Bülentem Ortaçgilem, Feridunem Düzağaçem i zespołem Mor Ve Ötesi) w nagraniu utworu „Savaşa hiç gerek yok”, będący piosenką-sprzeciwem wobec amerykańskich ataków na Irak. 
We wrześniu 2003 roku ogłoszono, że zespół został wybrany wewnętrznie przez krajowego nadawcę Türkiye Radyo Televizyon Kurumu (TRT) na reprezentanta Turcji podczas 49. Konkursu Piosenki Eurowizji w 2004 roku. W styczniu odbył się specjalny koncert eliminacyjny, podczas którego formacja zaprezentowała trzy konkursowe propozycje: „I Love Mud on My Face”, „Easy Man” i „For Real”, która zdobyła ostatecznie największe poparcie telewidzów i została wykonana w finale Konkursu Piosenki Eurowizji organizowanym 15 maja w Stambule. Reprezentanci kraju-gospodarza zajęli wówczas czwarte miejsce, zdobywając łącznie 195 punktów, w tym maksymalne noty 12 punktów od Belgii, Niemiec, Francji i Holandii. Choreografię do występu przygotował Selatin Kara, który współpracował wcześniej m.in. z Madonną, Michaelem Jacksonem i Britney Spears. Utwór promował kolejną płytę studyjną grupy, zatytułowaną Us, która ukazała się tydzień po finale widowiska, tj. 21 maja 2004 roku. Tydzień po występie w finale konkursu zespół wystąpił podczas koncertu Türk Günü organizowanego z okazji rocznicy współpracy turecko-europejskiej
W 2005 roku na rynku ukazał się szósty album długogrający zespołu pt. Athena, a pięć lat później – album zatytułowany Pis. We wrześniu 2012 roku grupa wystąpiła jako support dla amerykańskiego zespołu Red Hot Chili Peppers podczas ich koncertu w Stambule.

## Dyskografia

### Albumy studyjne
- One Last Breath (1993)
- Holigan (1998)
- Tam zamanı şimdi (2000)
- Herşey yolunda (2002)
- Us (2004)
- Athena (2005)
- Pis (2010)

### Minialbumy (EP)
- İt (2006)
- Fenerbahçe 100. Yıl (2007)